# Krzysztof Błaszyk
Krzysztof Mieczysław Błaszyk (ur. 14 grudnia 1957) – polski kardiolog, doktor habilitowany nauk medycznych; profesor nadzwyczajny w I Katedrze i Klinice Kardiologii Wydziału Lekarskiego II Uniwersytetu Medycznego w Poznaniu (Szpital Przemienienia Pańskiego).

## Życiorys
Dyplom lekarski uzyskał na Akademii Medycznej w Poznaniu (obecnie Uniwersytet Medyczny) w 1982 i na tej uczelni zdobywał kolejne stopnie naukowe i awanse akademickie. Doktoryzował się w 1990 broniąc pracy pt. Próba grupowania przedwczesnych pobudzeń komorowych metodą wyznaczania przestrzennego wektora elektrycznego ze standardowego zapisu EKG, przygotowanej pod kierunkiem Kazimierza Jasińskiego. Posiada specjalizację z chorób wewnętrznych oraz z kardiologii.
Habilitował się w 2005 na podstawie oceny dorobku naukowego i rozprawy pt. Zachowanie się nawrotnego częstoskurczu przedsionkowo-komorowego w zależności od podłoża elektrofizjologicznego jego pętli.
W 2019 roku uzyskał tytuł profesora nauk medycznych i nauk o zdrowiu.
W I Klinice Kardiologii poznańskiego Uniwersytetu Medycznego kieruje Pracownią Elektrofizjologii Serca.
Na dorobek naukowy K. Błaszyka składa się szereg opracowań oryginalnych publikowanych m.in. w czasopismach takich jak: „American Journal of Cardiology", „Circulation Journal”, „Postępy w Kardiologii Interwencyjnej” oraz „Kardiologia Polska”.
Należy m.in. do Polskiego Towarzystwa Kardiologicznego oraz Europejskiego Towarzystwa Kardiologicznego.